# Alfred Kühlewindt

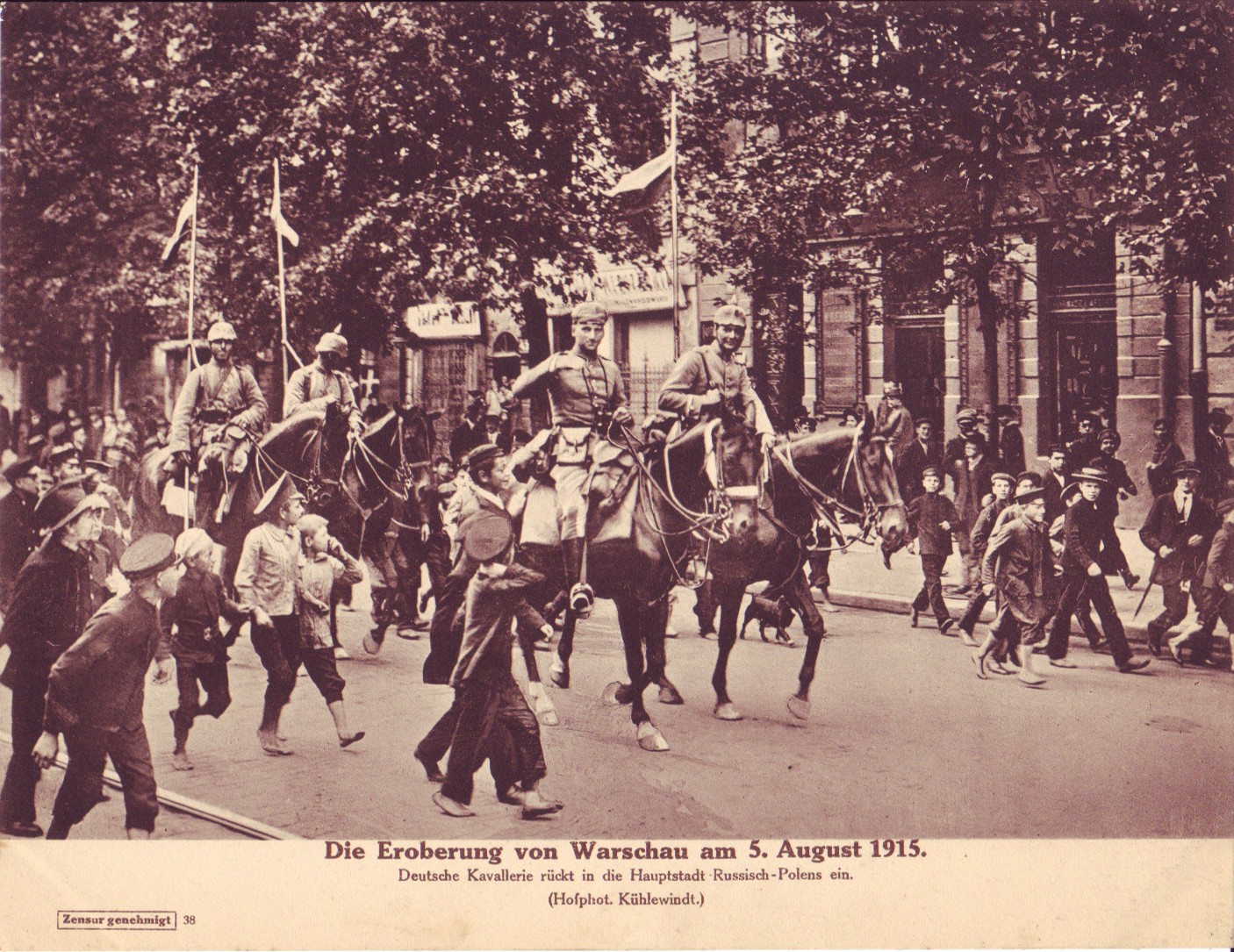
5 sierpnia 1915. Niemiecka kawaleria na Krakowskim Przedmieściu w Warszawie – fot. Alfred Kühlewindt

Alfred Kühlewindt (ur. 11 lutego 1870 w Idar-Oberstein, zm. 30 stycznia 1945 w Bad Frankenhausen) – niemiecki fotograf i jeden z najważniejszych fotoreporterów wojennych dokumentujących wydarzenia na Froncie Wschodnim w latach 1915–1918.

## Życiorys
Praktykę fotograficzną odbył w zakładach w Lipsku i Wiedniu. Pierwsze własne studio otworzył w 1893 w Nakle nad Notecią, a sześć lat później przeniósł się do Królewca, gdzie prowadził atelier najpierw przy ulicy Hintere Vorstadt 32, a od około 1931 przy ulicy Langgasse 39. Już około 1905 roku uzyskał tytuł nadwornego fotografa pruskiej rodziny cesarskiej, którą portretował. Taką informację zamieszczał też na winietach. W 1909 był jednym z założycieli Królewieckiego Cechu Fotografów.
Od wybuchu I wojny światowej czołowy fotoreporter dokumentujący z ramienia Naczelnego Dowództwa Armii (Oberste Heeresleitung) działania wojsk niemieckich w Prusach Wschodnich, Królestwie Polskim, na Litwie i w Rosji. Wykonywane przez niego fotografie trafiały do masowej reprodukcji i kolportażu (głównie w postaci kart pocztowych), jako element kształtowania wojennej propagandy państw Trójprzymierza. Atrybucja wszystkich przypisywanych mu fotografii podawana jest czasem w wątpliwość. Wobec braku innych zdjęć z tego okresu, szeroko publikowany dorobek Kühlewindta jest uważany obecnie za cenne źródło ikonograficzne dotyczące działań wojennych na Froncie Wschodnim i dokumentujące ówczesne realia tej części Europy.